# گروبن
گروبن (به آلمانی: Gröben) یک منطقهٔ مسکونی در آلمان است که در تویشرن واقع شده‌است. گروبن ۶۹۳ نفر جمعیت دارد.